# Огнотская операция
Огнотская операция (тур. Oğnut Muharebesi) — сражение на Кавказском фронте Первой Мировой войны между турецкой и русской армией, которое произошло в августе 1916 года. Названа по имени населенного пункта Огнот (тур. Oğnut) в Турции. Целью операции с турецкой стороны было возвращение утерянных территорий на востоке.
Первая попытка, связанная с продвижением 3-й армии закончилась неудачей. Турецкая армия была разбита в Эрзинджанском сражении. Вторая попытка была предпринята 2-й турецкой армией, наступающей от Харпута. Туркам удалось добиться превосходства в живой силе на этом направлении, перебросив часть дивизий от Галлиополя.
Передовые части армии Иззет-паши уже 21 июля (3 августа) 1916 атаковали крайний левый фланг 1-го Кавказского армейского корпуса в районе Кигы. 23 июля (5 августа) 1916 русские отступили из Битлиса. 24 июля (6 августа) 1916 был потерян Муш. Генерал Юденич решил ударить по левому флангу наступающей турецкой армии в районе селения Огнот (генерал Воробьёв). Одновременно фронтальный удар нанёс 4-й Кавказский армейский корпус. 10 (23) августа 1916 русские войска восстановили контроль над городом Муш. Один из турецких командиров Фаик-паша погиб в районе Карлиова.
В ходе Огнотской операции 21 июля – 29 августа 1916 года русские 1-й и 5-й Кавказские армейские и 2-й Туркестанский армейский корпуса противостояли 2-му, 3-му, 4-му и 16-му армейским корпусам 2-й турецкой армии.
Но, несмотря на значительное превосходство турок в живой силе, они были разгромлены, понеся тяжёлые потери. В ходе этой операции русские 1-й и 5-й Кавказские и 2-й Туркестанский армейские корпуса потеряли около 20 тыс. человек, а турецкая группировка, перед операцией насчитывавшая 74 тыс. штыков и 7 тыс. конных курдов — около 60 тыс. человек.